# Великое (Самборский район)
Великое (укр. Велике) — село в Добромильской городской общине Самборского района Львовской области Украины.
Население по переписи 2001 года составляло 159 человек. Занимает площадь 0,53 км². Почтовый индекс — 82045. Телефонный код — 3238.